# Следопыт (мультфильм)
«Следопыт» — советский рисованный мультипликационный фильм режиссёра Пётра Носова 1963 года.

## Сюжет
Мультфильм, рассказывающий о Вовке-следопыте и его помощнике-щенке, которые читают по следам на земле забавные истории об оставивших их «героях».

## Создатели
- Автор сценария — Софья Прокофьева
- Режиссёр — Пётр Носов
- Художник-постановщик — Константин Карпов
- Композиторы — Александр Зацепин, Евгений Крылатов
- Редактор — Наталья Абрамова
- Оператор — Екатерина Ризо
- Звукооператор — Георгий Мартынюк
- Ассистенты: Галина Любарская, Аркадий Шер
- Монтажёр — Татьяна Сазонова
- Художники-мультипликаторы: Игорь Подгорский, Светлана Жутовская, Владимир Попов, Эльвира Маслова, Владимир Арбеков, Борис Чани, Леонид Каюков, Владимир Пекарь
- Текст песен — Игоря Холина
- Художник-декоратор — Вера Харитонова
- Директор картины — Фёдор Иванов